# ژرژ برژی
ژرژ برژی (فرانسوی: Georges Bregy‎؛ زادهٔ ۱۷ ژانویهٔ ۱۹۵۸) بازیکن سابق و مربی فوتبال اهل سوئیس است.
از باشگاه‌هایی که در آن بازی کرده‌است می‌توان به باشگاه فوتبال لوزان-اسپورت، باشگاه فوتبال سیون، و باشگاه ورزشی یانگ بویز اشاره کرد.
وی همچنین در تیم ملی فوتبال سوئیس بازی کرده‌است.